# Ballistisch mes

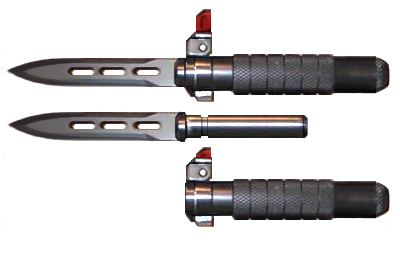
Een voorbeeld van een ballistisch mes.

Een ballistisch mes is een automatisch mes met een los te koppelen lemmet dat uit het handvat wordt geschoten. Dit gebeurt met een mechanisme dat wordt aangedreven door een veer of door gasdruk.
Ballistische messen werden geproduceerd door het bedrijf Ostblock in de Sovjet-Unie. Het verhaal gaat dat deze messen op grote schaal gebruikt werden door de Spetsnaz, de elitetroepen van het Sovjetleger, daar is echter geen direct bewijs of referentie voor. De messen waren ontworpen om gebruikt te worden als onopvallende wapens voor situaties waarin een vuurwapen ongeschikt was. Het mes kan gebruikt worden terwijl het lemmet nog aan het handvat bevestigd is, of kan worden weggeschoten door een pin uit te trekken en op een knop te drukken.
De veer in deze messen is krachtig genoeg om het lemmet een afstand van zes meter of meer te laten overbruggen op een snelheid van 63 km/u.